# SUCCESS (BLOWの曲)
『SUCCESS』（サクセス）は、BLOWの6枚目のシングル。

## 内容
花王「サクセス」コマーシャルソングで、楽曲タイトルも小品名にちなむ。オリコンチャート100位以内のシングルは本作で最後となった。

## 収録曲
作詞：沢村大和　作曲：野中則夫　編曲：野中則夫・鈴木英利
1. SUCCESS
2. Looking For Love
3. SUCCESS (inst.)